# Francisco Vásquez de Coronado
Francisco Vásquez de Coronado, španski konkvistador, * 1510, Salamanca, † 22. september 1554.
1. 1 2  data.bnf.fr: platforma za odprte podatke — 2011.
2. ↑  Record #119097273 // Gemeinsame Normdatei — 2012—2016.
3. ↑  SNAC — 2010.